# Lindelofia
Lindelofia (Lindelofia Lehm.) – rodzaj roślin z rodziny ogórecznikowatych. Obejmuje 10 gatunków. Zasięg rodzaju obejmuje  środkową Azję od Turkmenistanu po Chiny oraz od Kazachstanu i Mongolii na północy, po Pakistan i Nepal na południu. W niektórych ujęciach systematycznych rośliny te włączane są do rodzaju ostrzeń Cynoglossum.
Niektóre gatunki bywają uprawiane jako ozdobne.

## Morfologia
PokrójByliny o pędach wzniesionych i owłosionych.
LiścieSkrętoległe, pojedyncze i całobrzegie. Liście odziomkowe długoogonkowe.
KwiatyZebrane w wierzchotki pozbawione przysadek. Kwiaty 5-krotne. Działki kielicha rozcięte do nasady, lancetowate do równowąskich. Korona lejkowata z rurką dłuższą od kielicha, u nasady gardzieli z różnie wykształconymi, czasem zredukowanymi osklepkami. Końce płatków rozpostarte lub wzniesione, tępo zakończone. Pręciki krótkie, ich pylniki zwykle jednak wystają z gardzieli korony, są one wydłużone, u nasady często oszczepowate. Zalążnia górna, czterokomorowa, z pojedynczą, nitkowatą szyjką słupka.
OwoceRozłupnie rozpadające się na cztery rozłupki pokryte haczykowatymi kolcami. Schowane są w nieco wydłużającym się w czasie owocowania kielichu.

## Systematyka
Rodzaj klasyfikowany jest do podplemienia Cynoglossinae, plemienia Cynoglosseae w obrębie podrodziny Cynoglossoideae w rodzinie ogórecznikowatych (Boraginaceae). W niektórych ujęciach systematycznych włączany bywa do rodzaju ostrzeń Cynoglossum.
Wykaz gatunków
- Lindelofia anchusoides (Lindl.) Lehm. – lingelofia farbownikowata
- Lindelofia campanulata Riedl
- Lindelofia capusii (Franch.) Popov
- Lindelofia longiflora (DC.) Baill. – lingelofia długokwiatowa
- Lindelofia longipedicellata Riedl
- Lindelofia micrantha Rech.f. & Riedl
- Lindelofia olgae (Regel & Smirn.) Brand
- Lindelofia platycalyx Riedl
- Lindelofia stylosa (Kar. & Kir.) Brand
- Lindelofia tschimganica (Lipsky) Popov